# 菅沼正勝
菅沼 正勝（すがぬままさかつ、生没年不詳）は、戦国時代の三河国の武将。長篠菅沼家7代当主。通称は半兵衛。

## 生涯
菅沼正貞の長男として生まれる。父の正貞が武田氏に捕らえられていた時に、小諸城で生まれたとされる。幼少であったため武田氏滅亡後、徳川家康に許されて仕え、三河国田口村に500石の領地を与えられた。後に、駿河国に2500石の領地を与えられた。老年には徳川頼宣付きとなり、紀州藩士となった。紀州藩では大番頭として1800石を領した。

## 系譜
- 父：菅沼正貞
- 母：不明